# روي باك
روي باك (بالإنجليزية: Roy Pack)‏ هو لاعب كرة قدم بريطاني في مركز الدفاع، ولد في 20 سبتمبر 1946 في استوك نيوینكتون ‏ في المملكة المتحدة. لعب مع أكسفورد يونايتد ونادي أرسنال ونادي بورتسموث.